# Incantations
Incantations ist das vierte Studioalbum des britischen Musikers Mike Oldfield aus dem Jahr 1978. Incantations (übersetzt: 'Beschwörungen'), das bislang längste Album Oldfields, wurde zuerst als Doppelalbum und später als eine CD veröffentlicht. Die vier Tracks haben, wie schon auf den Vorgängeralben, keine Namen, sondern werden lediglich nummeriert.

## Stil
Oldfields Musik auf Incantations ist minimalistisch und stark repetitiv; so wird in Part Two ein 20-sekündiges Gesangsthema fünf Minuten lang wiederholt, in Part Four zieht sich ein Glockenspiel-Thema über fast sechseinhalb Minuten. Während in früheren Alben durch die Technik des Übereinanderlegens verschiedener separat eingespielter Tonspuren der Effekt vieler Instrumente erzielt wurde, sind hier immer nur wenige Instrumente gleichzeitig zu hören. Unterstützt wird Oldfield durch ein Streichorchester und einen Chor, beide unter der Leitung von David Bedford, der auch für das Album The Orchestral Tubular Bells verantwortlich zeichnete.
Die Texte für Part Two und Part Four stammen nicht von Oldfield; bei ersterem handelt es sich um The Song of Hiawatha von Longfellow, bei letzterem um die Ode to Cynthia aus Cynthia’s Revels von Ben Jonson. Wie bei früheren Werken von Oldfield üblich, ordnen sich die Texte zumeist der Musik unter und dienen letztlich nur als weitere Klangfarbe, der Inhalt ist eher zweitrangig.

## Hintergründe / Verschiedenes
- Da Oldfield sehr öffentlichkeitsscheu war, unterzog er sich in der Zeit, in der er Incantations aufnahm, einer Therapie namens „Exegesis“; offenbar mit durchschlagender Wirkung: Unmittelbar danach ging Oldfield mit Incantations erstmals auf eine Live-Tour.
- Wie schon zuvor zeichnet Trevor Key für das in Grüntönen gehaltene Cover verantwortlich. Zu sehen ist Oldfield am Strand von Cala Pregonda auf Menorca.
- Als Incantations 1985 erstmals auf CD erschien, passte das Album noch nicht auf nur eine Scheibe; somit wurde Part Three um über drei Minuten gekürzt (der Anfang wurde weggelassen) – erst als eine Laufzeit von 74 Minuten gegen Ende der 1980er Jahre die Norm wurde, wurden diese verlorenen Minuten wieder restauriert.
- Der Anfang von Part Two ist ein rückwärts abgespieltes Thema aus Part One.
- Die beiden Flötensolosounds zu Beginn in Part Two durchlaufen mehrmals den kompletten Quintenzirkel, um anschließend wieder von vorne zu beginnen.

## Titelliste

### Original (1978)
1. Part One – 19:08
2. Part Two – 19:36
3. Part Three – 16:58
4. Part Four – 17:01

### Deluxe Edition (2011)
CD 1:
1. Part One – 19:08
2. Part Two – 19:36
3. Part Three – 16:58
4. Part Four – 17:01
5. Guilty – 4:14

CD 2:
1. Diana (2011 stereo mixes) – 6:35
2. Northumbrian (2011 stereo mixes) – 2:56
3. Piano Improvisation (2011 stereo mixes) – 5:38
4. Hiawatha (2011 stereo mixes) – 9:01
5. Canon For Two Vibraphones (2011 stereo mixes) – 2:49
6. William Tell Overture – 3:55
7. Cuckoo Song – 3:22
8. Pipe Tune – 3:27
9. Wrekorder Wrondo – 2:35
10. Guilty (2011 stereo mixes) – 6:38
11. Diana – Desiderata (2011 stereo mixes) – 7:05

Videoalbum:
1. Diana (2011 5.1 surround sound mixes) – 6:35
2. Northumbrian (2011 5.1 surround sound mixes) – 2:56
3. Piano Improvisation (2011 5.1 surround sound mixes) – 5:38
4. Hiawatha (2011 5.1 surround sound mixes) – 9:01
5. Canon For Two Vibraphones (2011 5.1 surround sound mixes) – 2:49
6. Incantations, Parts One & Two (recorded live at Wembley Conference Centre, London, April 1979) – 30:12
7. Incantations, Parts Three & Four (recorded live at Wembley Conference Centre, London, April 1979) – 21:12
8. Guilty (2011 5.1 surround sound mixes) – 6:41
9. William Tell Overture (original promotional video, 1977) – 3:56
10. Guilty (original promotional video, 1979) – 4:09